# Pacific Clipper
Pour les articles homonymes, voir Clipper (homonymie).
Le Pacific Clipper, immatriculé NC-18602(A) est un Boeing 314 de la Pan American World Airways. Il est connu pour le tour du monde non prévu qu'il a dû effectuer après le déclenchement des hostilités dans le Pacifique, pendant la Seconde Guerre mondiale. Il s'appelait à ce moment California Clipper. C'était le premier avion de ligne à effectuer un tour du monde.

## L'avion
Le Boeing 314 est un hydravion à coque, entré en service en 1938. Plus grand avion civil de l'époque, il a assuré des lignes long-courrier pour seulement deux compagnies : la Pan Am et la BOAC, qui ont utilisé respectivement 9 et 3 appareils. 
La Pan Am a pris livraison de l'avion immatriculé NC-18609(A) en 1939. Il reçoit le nom California Clipper, précédemment attribué à un autre exemplaire, qui avait été renommé en étant transféré vers l'Atlantique — la Pan Am avait pour tradition de baptiser ses appareils. Au début de la Seconde Guerre mondiale, il assure une liaison avec la Nouvelle-Zélande. Ce trajet, avec six escales, durait 6 jours : le Boeing 314 croisait à 300 km/h.

## Attaque de Pearl Harbor
Le California Clipper quitte la Californie le 2 décembre 1941. Il emporte seulement douze passagers. L'équipage comporte 10 membres, avec un commandant de bord expérimenté, Robert Ford. 
Après les escales prévues dans le Pacifique, l'appareil n'est plus qu'à quelques heures de vol d'Auckland le 7 décembre, quand la radio lui apprend que les forces japonaises viennent d'attaquer Pearl Harbor.
Le commandant reçoit des ordres du siège de la compagnie : le trajet retour est impossible, l'océan Pacifique nord étant maintenant une zone de guerre. Sa hiérarchie lui demande d'effacer les marquages qui permettent de savoir que l'avion est américain, et d'effectuer un trajet retour par l'Atlantique. Cet ordre est un choc pour l'équipage : aucun d'eux ne connait les pays à traverser, le monde est en guerre, ils n'ont pas assez d'argent pour le trajet. Le ravitaillement en carburant sera, d'évidence, le principal problème. Pour alimenter ses moteurs, le Boeing 314 a besoin d'essence aviation à très haut indice d'octane. C'est un des seuls avions civils à avoir besoin d'un tel carburant habituellement réservé aux avions militaires.

## Le trajet retour
Un trajet de plus de 32 000 km ramène l'appareil aux Etats-Unis.
De Nouméa, un vol relativement court l'emmène à Gladstone, sur le littoral australien. Là, un jeune banquier accepte d'avancer de l'argent à l'équipage pour le trajet. Une deuxième escale a lieu à Darwin.
De là, l'avion poursuit sa route pour l'archipel indonésien, qui était alors les Indes orientales néerlandaises, une colonie néerlandaise. À l'approche de Surabaya, l'avion est intercepté par des Bristol Beaufort de la garnison britannique, qui finissent par l'identifier comme avion civil. Il est autorisé à se poser. Mais les militaires britanniques, étant limités en approvisionnement en essence aviation, ne peuvent ravitailler le Pacific Clipper qu'avec de l'essence automobile. Les moteurs du Boeing 314 n'ont jamais été testés avec un tel carburant. L'avion décolle avec le peu d'essence aviation restante puis bascule sur les réservoirs contenant l'essence automobile. En ajustant la richesse du mélange, un fonctionnement satisfaisant est finalement obtenu. L'avion reprend la direction de l'ouest, la prochaine escale de sa route improvisée étant au Sri Lanka alors Ceylan britannique.
En approchant de l'île, l'avion a besoin de réduire son altitude : la couverture nuageuse est si dense qu'il doit passer sous les nuages pour se repérer. Il approche d'un navire qui s'avère malheureusement être un sous-marin de la marine impériale japonaise en surface. Le sous-marin ouvre le feu en direction de l'hydravion avec son canon de pont, mais sans parvenir à l'atteindre. Peu après, l'avion atteint la base britannique de Trinquemalay où il est ravitaillé.
Lorsque l'avion repart, le moteur n°3 est défaillant, l'appareil fait demi-tour. L'ingénieur de bord examine le moteur : un cylindre est hors service, conséquence de l'usage d'un carburant à faible indice d'octane (auto-allumage). La panne est réparable, et il dispose de pièces de rechange nécessaires. Cependant, il lui manque un outil indispensable à l'opération. Il fait usage du tour d'un navire de la Royal Navy pour fabriquer un substitut de cet outil et parvient à réparer le moteur. 
Après la réparation, l'avion repart en destination Karachi, puis de Bahreïn, où il est à nouveau ravitaillé. Il prend alors le cap de Khartoum. Le survol de la péninsule arabique représente un risque : un hydravion à coque comme le Boeing 314 ne dispose pas de train d'atterrissage. Le survol de la terre ferme signifie qu'il ne peut pas se poser en cas de défaillance, en particulier dans une région désertique, où on ne trouve pas de lacs ou de fleuves. En passant à proximité de La Mecque, l'avion essuie quelques tirs. Cependant, il s'agit d'armes légères et non de canons antiaériens, il n'y a pas de dégâts significatifs.
Après Khartoum, l'avion traverse l'Afrique centrale pour atteindre Léopoldville au Congo belge, l'actuelle Kinshasa, où se trouve une escale de la Pan Am. Cette ville n'est pas en bord de mer, mais le fleuve est suffisamment large et rectiligne pour que les hydravions puissent s'y poser. L'étape suivante est Natal, au Brésil. La distance est de 5 600 km, ce qui est l'extrême limite de l'autonomie de l'appareil. Il faut donc emporter tout le carburant possible. L'avion surchargé peine à déjauger, il arrive finalement, avec les moteurs aux limites de la surchauffe, à s'élever juste avant les chutes Livingstone, puis doit encore zigzaguer entre les reliefs du canyons, peinant à prendre de l'altitude. Les deux dernières escales, au Brésil et à Trinidad, sont sans histoires. 
Finalement, le 6 janvier 1942, l'avion arrive à proximité de New York. L'équipage contacte par radio l'aéroport de LaGuardia, et décline aux contrôleurs aériens incrédules l'identité et la provenance de l'avion, pour obtenir la permission de se poser et de s'amarrer au terminal maritime. Pour la première fois, un avion appartenant à une compagnie commerciale a fait un tour du monde.

## Après le retour
Après son retour, l'avion est renommé Pacific Clipper par la Pan Am. Il est réquisitionné par les militaires américains et sert d'avion de liaison  et de transport pour l'USAAF en 1942 et rebaptisé C-98.
Vendu à World Airways après la guerre, ll sera finalement ferraillé en 1950.